# Suomusjärvikulturen

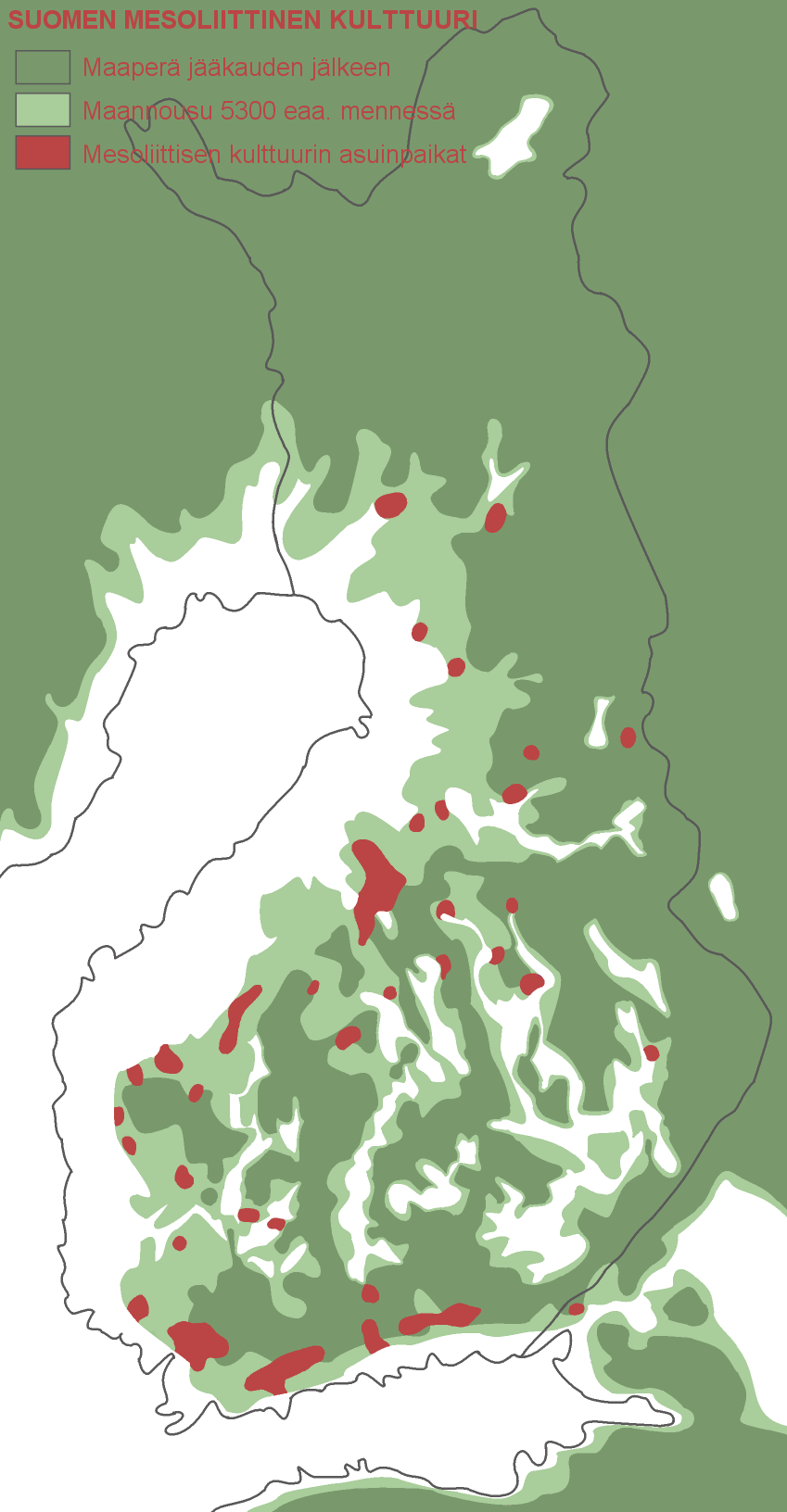
Finlands mesolitiska boplatser och strandgränsen vid mesolitikums början och slut. Grön syftar på land över havsnivån efter istiden, ljusgrön betyder 5 300 f.Kr., röd syftar på de mesolitiska boplatserna.

Suomusjärvikulturen är en arkeologisk  kulturform under äldre stenålder, mesolitikum, uppkallad efter boplatsfynd från Laperla i Suomusjärvi i östligaste Egentliga Finland. Kulturen finns mellan 7400 och 4300 f. Kr.  Suomusjärvikulturen har sitt kärnområde i södra delarna av  egentliga Finland och Nyland men finns längs hela längs Finska viken och upp till Österbotten. Boplatserna låg strandnära, och dateras genom landhöjningen med så kallad strandlinjedatering. I Österbotten ligger boplatserna drygt 100 m ö.h., i Borgåtrakten omkring 30 m ö.h. Detta orsakas av den ojämna landhöjningen mellan dessa platser. 

## Forskningshistoria
Aarne Europaeus´ senare med namnet Årne Äyräpää, framställning i Finska Fornminnesföreningens Tidskrift som behandlade Nyland — trakten omedelbart väster om Helsingfors. Området var en verklig brännpunkt för de olika stenålderskulturerna. Undersökningen Fornfynd från Kyrkslätt och Esbo socknar skildrar  inte lokal historia utan ger en bild av hela västra Finlands stenålder.
Äldsta bebyggelsen inom Esbo och Kyrkslätt socknar kallar han Suomusjärvi-skedet efter en boplats i denna socken. Utmärkande är boplatser utan keramik med primitivt formade ofullständigt slipade yxor och mejslar. Yxornas primitiva drag står i motsats till de fint slipade, krumryggade hålmejslarna, som också  tillhör boplatsernas vanliga fynd. Suomusjärvi-skedet jämförs av Europaeus med yxmaterial från Lihult-Nöstvet och Limhamnstyp. Närmast står estländska boplats- och gravfynd. Kulturen har vandrat runt Finska viken över Karelen kommit till sydvästra Finland. Kulturen daterades ner i neolitisk tid av Europaeus och hann fick medhåll av Gunnar Ekholm. När kulturen börjat är ovissare enligt Ekholm.  Äyräpää skulle under 1920-talet arbeta intensivt med att datera de olika keramikstilarna under kamkeramisk tid. Detta arbete publicerade han 1930.

## Fynd
Ledartefakter är bland annat enkla primitiva bergartsyxor, liknande limhamnsyxor, krumryggade hålmejslar, stora bladformade spjutspetsar av skiffer och halvklotformade klubbor med koniska skafthål, de sistnämnda är en viktig ledartefakt. Fyndmaterialet härstammar tydligt från kundakulturen och boplatserna var vanligen strandbundna vid nyttjandetillfället.  I Lauhala i Honjakoki har man påträffat en oval hydda med förstuga.
De stensorter som tillverkningen av redskap gjordes av valdes med omsorg men i början användes många olika bergarter. Speciellt den onegiska grönskiffern, som finns i berggrunden vid sjön Onega har använts. Den har spridits över stora områden som lösa block. Till redskapen hör även sned- och tväreggade pilspetsar av kvarts. Man jagade med båge och pil. Främsta bytesdjur var älg, bäver och säl men fisket har spelat en utomordentligt viktig roll. Andra mesolitiska kulturer kring Östersjön visar, att föremål av ben och horn varit allmänna. Finlands kalkfattiga jord har  inte bevarat dessa föremål. Vintertid företogs jaktfärderna med slädar. Hunden var människans enda husdjur. Gravfynd från denna tid saknas. 